# Aeroportul Camaxilo
Aeroportul Camaxilo (IATA: CXM, ICAO: FNCX) este un aeroport din Provincia Lunda Norte, Angola.
Situat la o altitudine de 1.180 m, aeroportul dispune de o singură pistă.